# Château Léoville Las Cases
Pour les articles homonymes, voir Leoville et Las Cases.
Ne doit pas être confondu avec Château Léoville Barton ou Château Léoville Poyferré.
Le château Léoville Las Cases est un des plus anciens domaines viticoles médocains. Il est situé à Saint-Julien-Beychevelle en Gironde. En AOC saint-julien, il est classé deuxième cru au classement de 1855. Le vignoble jouxte celui du Château Latour, en étant séparé par la jalle Juillac.
Au cœur du domaine se trouve le Grand Clos, un vignoble de 50 ha entièrement ceint de murailles, dont l'entrée est gardée par le célèbre lion ornant les étiquettes des bouteilles du domaine.

## Histoire
Le domaine de Léoville formait jusqu'au XIXe siècle un des plus vastes et des plus anciens crus du Médoc. Il s'étendait du vignoble de château Beychevelle jusqu'au Château Latour à Pauillac. En conséquence de la Révolution française, le domaine a été divisé en trois parties entre les années 1826 et 1840 :
- Château Léoville Las Cases ;
- Château Léoville Barton ;
- et Château Léoville Poyferré.

Illustrations du Château Léoville Las Cases au XIXe siècle
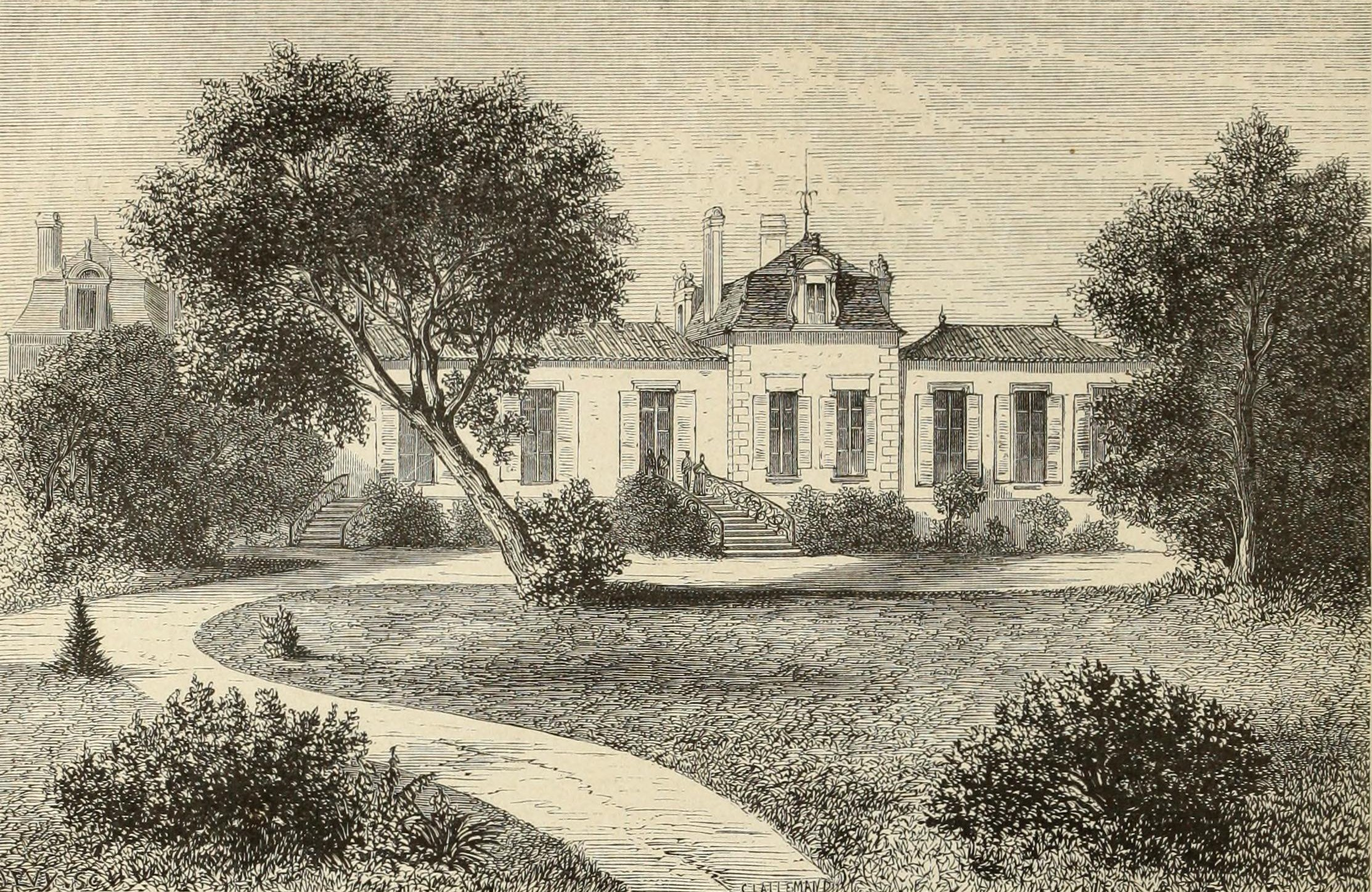
En 1838.
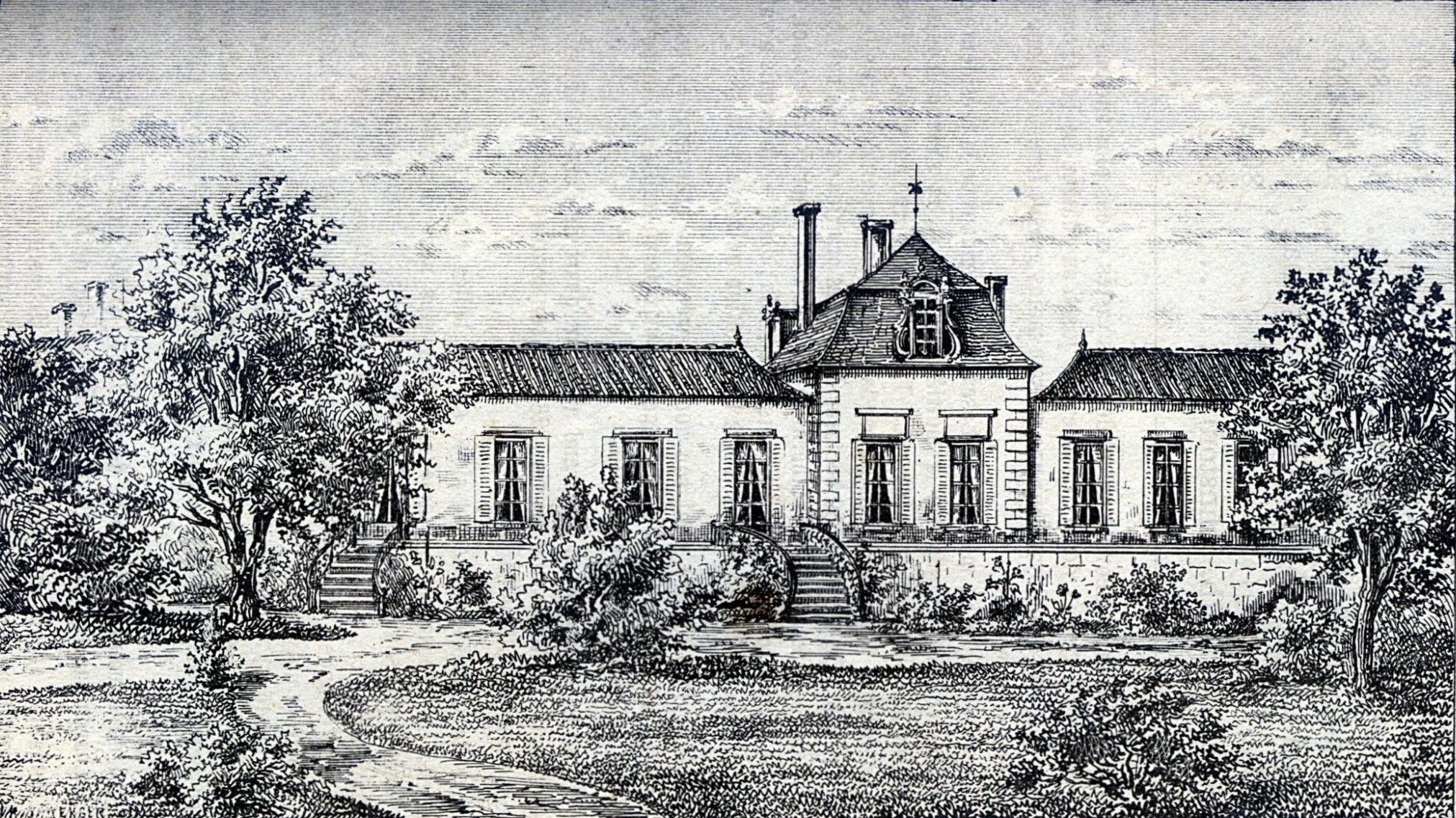
En 1868.

Le Château Léoville Las Cases représente le cœur et les trois cinquièmes de l'ancien domaine de Léoville. Le domaine est géré par la même famille depuis le XIXe siècle. Celle-ci est actuellement représentée par Jean-Hubert Delon qui en assure la gestion et possède également les châteaux Potensac (Médoc) et Nénin (en) (Pomerol).

## Vignoble
Le vignoble de Château Léoville Las Cases s'étend sur 98 hectares, avec des vignes d'une moyenne d'âge de 40 ans et un encépagement composé à 66 % de cabernet sauvignon, à 24 % de merlot, à 9 % de cabernet franc et à 1 % de petit verdot.

## Vins

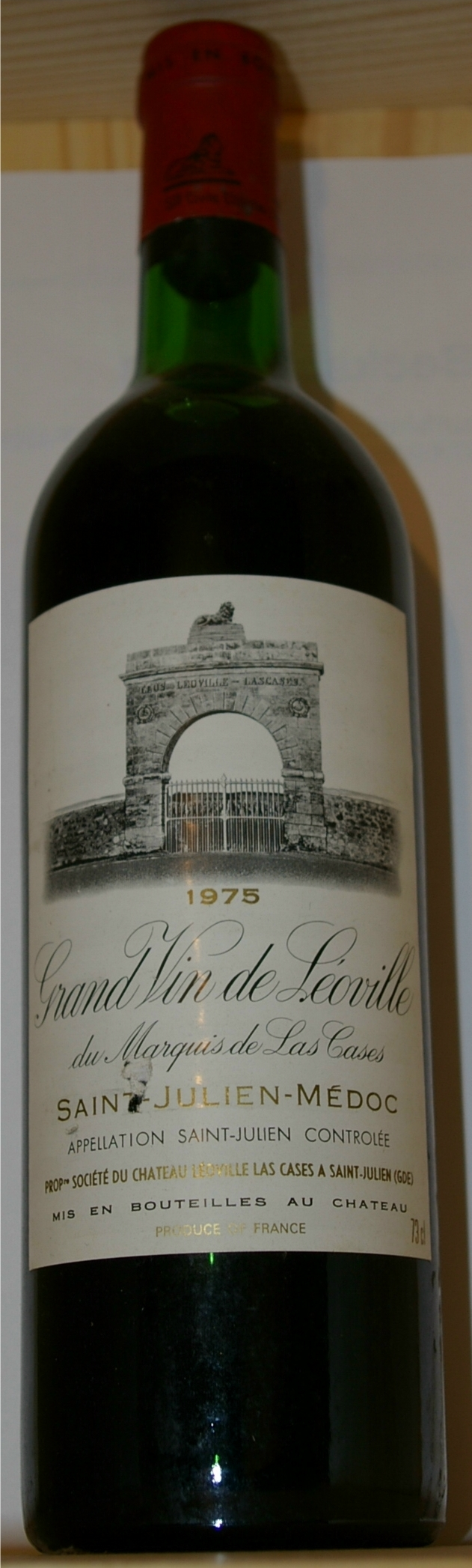
Leoville Las Cases 1975.

Trois vins sont produits sur la propriété :
- le « Grand Vin de Léoville du Marquis de Las Cases » qui est produit sur près de 60 ha plantés en cabernet sauvignon, cabernet franc et merlot. Le vin est élevé 16 à 20 mois dans des barriques de chêne français, neuves de 60 à 100 % en fonction des millésimes.
- Le « Clos du Marquis », créé en 1902, longtemps considéré comme le second vin est aujourd'hui un vin à part entière issu des vignes situées dans l'appellation saint-julien, mais qui ne faisaient pas partie du cadastre de l'ancien domaine de Léoville.
- Le « Petit Lion du Marquis de Las Cases », second vin du grand vin créé en 2007[3], il est issu des parcelles de vignes les plus jeunes du Clos de Léoville et son assemblage fait une part plus importante au merlot que le grand vin.

## Anecdotes
Dans la scène de dénouement du film L'Aile ou la Cuisse, Gérard Duchemin (joué par Coluche), fils de Charles Duchemin, le célèbre directeur des Guides Duchemin (incarné par Louis de Funès), est mis au défi de reconnaître un vin. Gérard Duchemin n'y parvenant pas, son père, souffrant pourtant d'agueusie (perte du goût), lui vient en aide et déduit lors d'une grande tirade et à la seule inspection visuelle du verre de vin, l'origine de son contenu ("C'est un Saint-Julien, Château Léoville Las Cases 1953").